# Columba Marmion
Columba Giuseppe Marmion (Dublino, 1º aprile 1858 – Abbazia di Maredsous, 30 gennaio 1923) è stato un abate e scrittore irlandese.

## Biografia

### Sintesi
Svolti i suoi studi a Roma, divenne docente di filosofia a Clonliffe; a 23 anni fu ordinato sacerdote nella chiesa di Sant'Agata dei Goti, incardinato nella diocesi di Dublino.
Nel 1886, ottenuto il permesso del suo vescovo, entra nell'ordine dei benedettini, presso il monastero di Maredsous, della congregazione belga dell'Annunziata, dove divenne abate nel 1903 e rimase tutta la vita.
Ispirando la sua teologia a quella paolina, scrisse opere ascetiche di grande valore e, soprattutto, di forte presa sui giovani del tempo, come ad esempio Il Cristo vita dell'anima del 1914 e Il Cristo nei suoi misteri del 1919, che costituiscono anche un apporto consistente alla dottrina del mistero di Cristo. Il Cristo nei suoi misteri ha ispirato la composizione del ciclo pianistico Vingt Regards sur l'Enfant-Jésus del compositore francese Olivier Messiaen. È stato beatificato da papa Giovanni Paolo II il 3 settembre 2000.

### Primi anni
Columba nacque in Queen Street, a Dublino, il 1° aprile 1858, in una famiglia numerosa e molto devota; tre delle sue sorelle si fecero suore. Suo padre, William Marmion, era originario di Clane, nella contea di Kildare. Sua madre, Herminie Cordier, era francese. Fu battezzato il 6 aprile con il nome di "Joseph Aloysius". Fin dalla più tenera età fu apparentemente consumato da una sorta di fuoco interiore o di entusiasmo per le cose di Dio. Ricevette la sua educazione secondaria presso il gesuita Belvedere College di Dublino.
All'età di 16 anni, Marmion entrò nel seminario diocesano dell'Holy Cross College di Clonliffe. Al momento dell'ingresso in seminario, la sua fede era molto forte; percepì “qualcosa di più di semplici tesi teoriche” nella dottrina cattolica, in particolare 
"che l'amore di un uomo per Dio si misura dall'amore per il prossimo".
(Thibaut, Raymond (1949). Abbot Columba Marmion: A Master of the Spiritual Life)
Un momento molto importante nella vita interiore di Dom Marmion si verificò quando era ancora in seminario:
(Earl of Wicklow (1949). Abbot Marmion–A Biographical Sketch)
Sebbene questa "luce" sia durata solo un istante, era così chiara e forte da lasciare in lui un'impressione indelebile, tanto che..."ne parlava non senza emozione e ringraziamento negli ultimi giorni della sua vita".
Nel dicembre 1879 si recò a Roma per completare gli studi presso il Pontificio Collegio Irlandese. Nel settembre 1880 visitò l'abbazia benedettina di Montecassino. Fu durante questo viaggio che pensò per la prima volta di entrare in tale ordine monastico. Tuttavia, il suo vescovo pensò che sarebbe stato meglio per lui lavorare come sacerdote secolare per un po' di tempo prima di assumere una decisione. Fu ordinato presbitero a Roma il 16 giugno 1881 e celebrò la sua prima Messa il giorno successivo. Durante il suo viaggio di ritorno in Irlanda, passò per Maredsous, in Belgio, un monastero fondato nel 1872 dai monaci benedettini dell'Abbazia di Beuron, in Germania. Rimase impressionato dalla comunità e valutò se la sua vocazione potesse trovarsi lì.
Nel settembre 1881 fu nominato curato della parrocchia di Dundrum, nel sud di Dublino. L'opera pastorale di Marmion:
(Tierney, Mark (2000). Blessed Columba Marmion: A Short Biography)
In questo periodo iniziò ad apprendere la delicata arte della direzione spirituale in cui in seguito avrebbe eccelso.
Nel settembre 1882 fu nominato professore di metafisica all'Holy Cross College di Clonliffe, il seminario diocesano di Dublino dove lo stesso Marmion aveva studiato. Nei quattro anni successivi si occupò dell'educazione e della direzione spirituale di altre persone, compresa la nomina a cappellano in un vicino convento.

### Maredsous (1886–1899)
Marmion entrò nella comunità monastica di Maredsous nel novembre 1886, dopo aver ricevuto l'approvazione del suo arcivescovo. Ebbe difficoltà ad adattarsi al noviziato. Soffriva di solitudine, essendo più anziano dei suoi compagni di noviziato e già sacerdote, e non parlava correntemente il francese.
Marmion emise la professione semplice il 10 febbraio 1888. Poiché aveva già completato gli studi di filosofia e teologia, gli fu chiesto di insegnare nella scuola abbaziale. Quando questo si rivelò troppo difficile per lui, Marmion fu invece incaricato di insegnare filosofia ai monaci in formazione.
Marmion emise la professione solenne il 10 febbraio 1891. Divenne noto nella zona per la sua predicazione dopo un sermone tenuto in una parrocchia locale pochi giorni dopo aver pronunciato i voti definitivi. Fu nominato rettore di un nuovo collegio fondato a Maredsous, ma non ebbe successo e, dopo un anno, fu rimosso dall'incarico e nominato professore di inglese. Fu anche assistente del maestro dei novizi e continuò a insegnare filosofia ai monaci minori.

### Priore di Mont César, Lovanio (1899-1909)
Nel 1899, Marmion contribuì a fondare l'Abbazia di Mont-César, a Lovanio, e ne divenne il primo priore e prefetto dei chierici, incarichi che mantenne fino a quando lasciò tale luogo nel 1909.
Marmion insegnò teologia dogmatica a Lovanio, seguendo il pensiero di san Tommaso d'Aquino.
(Thibaut, Raymond (1949). Abbot Columba Marmion: A Master of the Spiritual Life)
Oltre all'insegnamento, Marmion fu direttore spirituale delle monache carmelitane di Lovanio, visitandole settimanalmente per ascoltare le confessioni e tenere conferenze. Divenne direttore spirituale di molte altre comunità e tenne frequenti ritiri in Belgio, Irlanda e Inghilterra. In questo periodo divenne confessore del futuro cardinale Mercier con il quale strinse una profonda amicizia.

### Abate di Maredsous (1909–1923)
Nel 1893, dom Hildebrand de Hemptinne, abate di Maredsous, fu nominato da papa Leone XIII primo abate e primate dell'Ordine benedettino. Il Papa gli permise di rimanere anche abate di Maredsous, anche se la posizione richiedeva a de Hemptinne di trascorrere la maggior parte del tempo a Roma. De Hemptinne ebbe difficoltà a ricoprire entrambi i ruoli e nel 1905 il nome di Marmion cominciò a essere menzionato come possibile successore quale abate di Maredsous. Nell'agosto del 1909, de Hemptinne si dimise da abate e Marmion fu eletto al suo posto vacante il 28 settembre 1909.
Marmion adottò come motto abbaziale la locuzione latina Magis prodesse quam praesse (giovare piuttosto che comandare), una massima tratta dalla regola di San Benedetto. Durante la sua assenza, il monastero era cresciuto in termini di membri e aveva intrapreso nuove opere e apostolati. Fece dotare l'abbazia di elettricità e riscaldamento centralizzato, strutture che raramente si trovavano nei monasteri di quel periodo.
Nel dicembre 1909, il governo belga chiese a Maredsous di prendere in considerazione la possibilità di fondare un monastero benedettino nel Katanga, nel Congo belga. Il governo offrì terreni e denaro per aiutare la nuova fondazione. Marmion consultò i monaci di Maredsous che, sebbene fossero anche ben disposti verso l'iniziativa, si opposero all'offerta a causa della mancanza di persone disponibili.
Nel febbraio del 1913, Marmion fu invitato a tenere un ritiro spirituale presso i monaci anglicani dell'Abbazia di Caldey e alle monache di Milford Haven per prepararsi alla loro accoglienza nella Chiesa cattolica; nel giugno successivo, celebrò la Messa per loro in occasione della loro istituzione come monastero benedettino.
Allo scoppio della guerra nel 1914, si temeva che Maredsous non fosse in grado di procurarsi cibo a sufficienza per sfamare tutti i monaci. Nel settembre del 1914 Marmion decise di recarsi in Inghilterra per trovare una sistemazione per quelli più giovani, lì o in Irlanda, in modo che i loro studi non venissero interrotti. Ciò comportò che Marmion viaggiasse sotto mentite spoglie e senza passaporto. Quando arrivò in Inghilterra, in un primo momento fu respinto per mancanza di passaporto, ma riuscì a convincere un doganiere irlandese a consentirgli l'ingresso.
In un primo momento Marmion riuscì a trovare una sistemazione per i suoi monaci in quattro case benedettine inglesi separate. Tuttavia, desiderando averli tutti insieme, acquistò una casa a Edermine, in Irlanda, come alloggio temporaneo per loro, non intendendo che diventasse una fondazione permanente. Tra le difficoltà dell'allestimento della nuova dimora, il rassicurare gli altri che non era destinata ad essere permanente e i suoi problemi di salute, Marmion non fu in grado di tornare a Maredsous fino al maggio 1916. I monaci lasciarono la casa di Edermine nel 1919 su insistenza del vescovo locale, e l'immobile fu venduto pochi mesi dopo.
Alla fine del 1918, i monaci tedeschi del monastero benedettino della Dormizione, sul Monte Sion, a Gerusalemme, furono espulsi dall'abbazia. Il cappellano delle forze alleate occupanti scrisse a Marmion, chiedendo cosa si sarebbe dovuto fare del monastero. Marmion ottenne l'autorizzazione da papa Benedetto XV, che aveva inizialmente pianificato di inviare monaci da un'altra abbazia, ma il cardinale Gasparri, Segretario di Stato del Papa, richiese che l'occupazione fosse temporanea. Quattro monaci di Maredsous furono inviati nel marzo 1919 e rimasero alla Dormizione fino al novembre 1920, dopoché ai monaci tedeschi era stato permesso di tornare.
Nel settembre 1922, su richiesta del vescovo di Namur, guidò l'annuale pellegrinaggio diocesano a Lourdes. Il mese successivo presiedette la celebrazione del 50º anniversario della fondazione dell'Abbazia di Maredsous (che aveva retto come abate per 14 anni).
Marmion fu colpito da un'epidemia di influenza e morì il 30 gennaio 1923.

## Gli scritti
Nel 1895, Marmion tenne un ritiro per un piccolo gruppo di monache. Gli appunti di quelle conferenze contenevano a livello embrionale un'idea che sarebbe stata pubblicata nel 1917 con il titolo di Christ, the Life of the Soul (Cristo, la vita dell'anima). Dom Raymond Thibaut, un monaco di Maredsous, fu scelto dal priore per assemblare il libro a partire dalle conferenze tenute da Marmion, con qualche contributo di quest'ultimo. Il volume viene considerato il primo libro di una trilogia, insieme a Christ in His Mysteries (Cristo nei suoi misteri, 1919) e a Christ the Ideal of the Monk (Cristo ideale del monaco, 1922), entrambi curati da Thibaut.
In contrasto con la letteratura dell'epoca, che era un mero "rimaneggiamento... di pensieri pii", l'opera di Marmion fu descritta come un atto "rivoluzionario", che segnò l'inizio di "una profonda rinascita spirituale". Tuttavia, la sua opera non era realmente nuova, ma piuttosto "un ritorno ai fondamentali".
Un secondo tema importante della sua opera è la dottrina dell'adozione divina in Cristo. Marmion non ha dato origine a questa idea; tuttavia:
(Capelle, Bernard (1948). Marmion's Place in the History of Spirituality)
Columba Marmion scrisse pagine luminose sull'adozione divina, intesa come fatto centrale della fede cristiana:
(Columba Marmion, Cristo nei suoi misteri .)
Alcuni ritengono che la Chiesa cattolica un giorno avrebbe dichiarato formalmente Marmion Dottore dell'Adozione Divina. In effetti, a 20 anni dall'acquisizione del titolo di Beato, alcuni teologi hanno avanzato la proposta di proclamarlo Dottore della Chiesa col titolo di "Dottore della divina adozione".
Le fonti del pensiero di Marmion includono, in primo luogo, la Bibbia (specialmente san Paolo e san Giovanni), i Padri della Chiesa, san Tommaso d'Aquino e la lliturgia (cioè la Messa, l'Ufficio divino, i sacramenti), così come anche san Francesco di Sales.
Gli scritti di Marmion hanno ricevuto approvazioni formali e informali da più papi, tra cui: Benedetto XV, Pio XI, Pio XII, Paolo VI, e Giovanni Paolo II.

## Beatificazione
In breve tempo, grazie e miracoli furono attribuiti alla sua intercessione, fatti che nel 1963 indussero alla traslazione del suo corpo dal cimitero dei monaci alla chiesa abbaziale. Una guarigione dal cancro, ottenuta dopoché una donna di St. Cloud, nel Minnesota ebbe visitato la sua tomba nel 1966, fu esaminata dalla Chiesa e riconosciuta come miracolosa nel 2000,  portando alla sua beatificazione in quell'anno.
Dom Columba Marmion fu beatificato il 3 settembre 2000 da papa Giovanni Paolo II, nella stessa cerimonia in cui lo furono anche papa Giovanni XXIII, papa Pio IX, Tommaso Reggio e Guillaume-Joseph Chaminade.
Dopo la beatificazione, fu aperta la causa di canonizzazione di Dom Marmion. Nel 2009, l'arcidiocesi di Vancouver, in Canada, avviò un'indagine canonica sulla cura di un uomo devastato da una fascite necrotizzante la cui morte era attesa nel giro di poche ore.
Sia l'Abbazia di Marmion che la Marmion Academy, fondata nel 1933 ad Aurora, nell'Illinois, sono intitolate in suo onore.

## Opere

### Opere principali
I discorsi più importanti di dom Columba Marmion furono pronunciati in francese e raccolti dal suo segretario personale dom Raymond Thibaut nei seguenti testi:
- Le Christ, vie de l'âme (1917)
- Le Christ dans ses Mystères (1919)
- Le Christ, idéal du moine (1922)
- Le Christ, idéal du prêtre (1951)

Essi furono tradotti in lingua inglese, come segue:
- Christ, the Life of the Soul, tr. inglese di "A Nun of Tyburn,"[68] i.e., Mother Mary St. Thomas, 1922
- Christ in His Mysteries, tr. inglese diMother Mary St. Thomas, 1924
- Christ the Ideal of the Monk, tr. inglese di Mother Mary St. Thomas, 1926
- Christ the Ideal of the Priest, tr. inglese di Dom Matthew Dillon, 1958

### Opere pubblicate postume in inglese
- Sponsa Verbi: The Virgin Consecrated to Christ, translated by Dom Francis Izard (London: Sands, 1925)
- Words of Life on the Margin of the Missal, edited by Dom Raymond Thibaut (St. Louis, Missouri: B. Herder Book Co., 1939)
- Union with God According to the Letters of Direction of Dom Marmion, di Dom Raymond Thibaut (London: Sands and Co., 1949)
- Suffering with Christ: An Anthology of the Writings of Dom Columba Marmion, compiled by Dom Raymond Thibaut (Westminster, Maryland: The Newman Press, 1952)
- The Trinity in Our Spiritual Life: An Anthology of the Writings of Dom Columba Marmion, compiled by Dom Raymond Thibaut (Westminster, Maryland: The Newman Press, 1953)
- The English Letters of Abbot Marmion, 1858-1923 (Baltimore, Maryland: Helicon Press, 1962)
- Fire of Love: An Anthology of Abbot Marmion's Published Writings on the Holy Spirit, edited by Charles Dollen (St. Louis, Missouri: B. Herder Book Co., 1964)

### Traduzioni in inglese in edizione a stampa
- Christ, the Life of the Soul.  A new translation by Alan Bancroft. Introduction by Dom Mark Tierney, OSB (European Vice-Postulator of Marmion's Beatification Cause). Foreword by Fr. Benedict Groeschel, CFR (Bethesda, Maryland: Zaccheus Press, 2005) (ISBN 978-0-9725981-5-6) (in nord America) e (Leominster, UK: Gracewing, 2005) (ISBN 978-0-85244-656-0) (fuori dal America).
- Christ in His Mysteries.  A new translation by Alan Bancroft. Introduction by Aidan Nichols, OP; Foreword by Fr. Benedict Groeschel, CFR. (Bethesda, Maryland: Zaccheus Press, 2008) (ISBN 978-0-9725981-9-4) (nel nord America) e (Leominster, UK: Gracewing, 2010) (ISBN 978-0-85244-735-2) (fuori dal America); le edizioni di entrambi gli editori sono disponibili in Australasia.
- Christ the Ideal of the Monk. Ristampa della traduzione di Mother Mary St. Thomas. (Ridgefield, Connecticut: Roman Catholic Books, circa 2005) (ISBN 0-9742098-1-3)
- Christ the Ideal of the Priest. Ristampa della traduzione di Dom Matthew Dillon, con adattamenti curati dal Rev. David L. Toups, STD. (San Francisco, California: Ignatius Press, 2005) (ISBN 978-1-58617-014-1) (in nord America) and (Leominster, UK: Gracewing, 2006) (ISBN 978-0-85244-657-7) (nel Regno Unito)
- Union with God: Letters of Spiritual Direction by Blessed Columba Marmion.  Ristampa della traduzione di Mother Mary St. Thomas, con una introduzione di Rev. David L. Toups, STD. (Bethesda, Maryland: Zaccheus Press, 2006) (ISBN 978-0-9725981-6-3)
- Columba Marmion: Correspondance 1881–1923. Edited by Mark Tierney, R.-Ferdinand Poswick, and Nicolas Dayez. (Paris: François-Xavier de Guibert, 2008)